# HSG Ostsee N/G
Die Handballspielgemeinschaft Ostsee Neustadt/Grömitz (HSG Ostsee N/G) ist eine Handballspielgemeinschaft aus den ostholsteinischen Gemeinden Neustadt in Holstein und Grömitz, die im Jahr 2014 gegründet wurde. Die erste Herrenmannschaft stieg als Meister der Oberliga Hamburg/Schleswig-Holstein 2017/18 in die 3. Liga auf.

## Geschichte
Die Spielgemeinschaft wurde 2014 durch die Vereine TSV Grömitz und TSV Neustadt in Holstein gegründet. Beide Vereine gehörten insbesondere im Seniorenbereich jahrzehntelang den höchsten Spielklassen des HVSH an, wobei vereinzelt sowohl in Grömitz (scheiterte 1969 knapp am Aufstieg zur Feldhandball-Bundesliga) als auch in Neustadt (Deutscher C-Jugend-Vizemeister 1987) überregionale Erfolge verbucht werden konnten.
Nach Gründung der Spielgemeinschaft stieg die erste Herrenmannschaft unter Trainer Thomas Knorr 2014/15 aus der Landesliga Süd in die fünftklassige Schleswig-Holstein-Liga auf und erreichte in der Folgesaison den direkten Durchmarsch in die Oberliga Hamburg/Schleswig-Holstein. Nachdem die Ostholsteiner dort in der Spielzeit 2016/17 noch auf dem zweiten Platz hinter der HG Hamburg-Barmbek landeten, gelang auch hier bereits ein Jahr später der Gewinn der Meisterschaft und der damit verbundene Aufstieg in die 3. Liga. Im gleichen Jahr nahm die HSG erstmals am DHB-Amateur-Pokal teil und schied im Halbfinale nach Verlängerung gegen die zweite Mannschaft des HC Elbflorenz aus. Als die Saison 2019/20 infolge der COVID-19-Pandemie abgebrochen wurde, belegte die HSG Ostsee zwar den letzten Platz, jedoch stieg die Mannschaft aufgrund eines Verbandsentscheids nicht ab.

## Saisonbilanzen der 1. Herren
| Saison  | Ligazugehörigkeit        | Ebene | Platz | S  | U | N  | Tore    | Punkte |
| ------- | ------------------------ | ----- | ----- | -- | - | -- | ------- | ------ |
| 2014/15 | Landesliga Süd           | 6     | 1.    | 22 | 0 | 0  | 604:435 | 44:0   |
| 2015/16 | Schleswig-Holstein-Liga  | 5     | 1.    | 18 | 2 | 2  | 702:590 | 38:6   |
| 2016/17 | Oberliga HH/SH           | 4     | 2.    | 22 | 1 | 3  | 801:621 | 45:7   |
| 2017/18 | Oberliga HH/SH           | 4     | 1.    | 24 | 1 | 1  | 839:571 | 49:3   |
| 2018/19 | 3. Liga Staffel Nord     | 3     | 12.   | 10 | 4 | 16 | 772:821 | 24:36  |
| 2019/20 | 3. Liga Staffel Nord     | 3     | 16.   | 5  | 0 | 20 | 600:743 | 10:40  |
| 2020/21 | 3. Liga Staffel Nord-Ost | 3     | 8.    | 3  | 0 | 2  | 144:150 | 6:4    |
| 2021/22 | 3. Liga Staffel A        | 3     | 7.    | 9  | 1 | 10 | 520:574 | 19:21  |
| 2021/22 | Abstiegsrunde Gruppe 1   | 3     | 1.    | 8  | 1 | 1  | 310:276 | 17:3   |
| 2022/23 | 3. Liga Staffel Nord     | 3     | 8.    | 9  | 2 | 13 | 738:757 | 20:28  |
| 2023/24 | 3. Liga Staffel Nord-Ost | 3     | 13.   | 10 | 0 | 20 | 826:905 | 20:40  |
| 2024/25 | 3. Liga Staffel Nord-Ost | 3     | 13.   | 11 | 2 | 17 | 907:991 | 24:36  |

| Legende |                                             |
|         | Aufstieg in die nächsthöhere Spielklasse    |
|         | Abstieg in die nächstniedrigere Spielklasse |

## Erfolge
- Landespokalsieger HVSH: 2017/18
- Meister der Oberliga Hamburg/Schleswig-Holstein: 2017/18